# Barbara Kühnert
Barbara Kühnert (geborene Zuchold; * 15. Januar 1947 in Cottbus) ist eine deutsche Althistorikerin.
Barbara Kühnert studierte Geschichte an der Friedrich-Schiller-Universität Jena. Im Oktober 1972 folgte die Promotion zum Thema Die römischen kleinen Bauernwirtschaften 200 bis 133 v. u. Z. Eine Untersuchung zur Krise des klassischen Gemeinwesens in Rom. Gutachter waren Detlef Lotze, Rigobert Günther und Heinz Herz. Anschließend arbeitete Kühnert zunächst – wie es für angehende Leistungskader der Zeit halb verpflichtend war – drei Jahre lang hauptamtlich in der Hochschulgruppenleitung der FDJ. 1975 wurde sie wissenschaftliche Mitarbeiterin an der Sektion Altertumswissenschaften der Universität Jena. Im November 1989 folgte die Promotion B zum Thema Die plebs urbana der späten römischen Republik. Ihre ökonomische Situation und soziale Struktur bei den Gutachtern Günther, Lotze und Gottfried Härtel. Die Erstellung dieser Arbeit war größeren Problemen unterworfen. Kühnert musste in einem Autorenkollektiv an der Erstellung einer Kleinen Enzyklopädie der Antike mitwirken, bei der sie neben Lotze die Hauptarbeit im Bereich der Alten Geschichte zu tragen hatte. Die Enzyklopädie wurde nach der politischen Wende jedoch nicht mehr veröffentlicht. Noch Mitte der 2000er Jahre lehrte Kühnert als Privatdozentin in Jena. Sie war mit Friedmar Kühnert verheiratet.

## Schriften
- Die Plebs urbana der späten römischen Republik. Ihre ökonomische Situation und soziale Struktur, Akademie, Berlin 1991 (Abhandlungen der Sächsischen Akademie der Wissenschaften zu Leipzig, Philologisch-Historische Klasse, Band 73, Heft 3) ISBN 3-05-001782-1
- Prinzipat und Kultur im 1. und 2. Jahrhundert. Wissenschaftliche Tagung der Friedrich-Schiller-Universität Jena und der Iwane-Dshawachischwili-Universität Tbilissi, 27. – 30. Oktober 1992 in Jena (Hrsg.), Habelt, Bonn 1995 ISBN 3-7749-2674-3